# El jorobado de la morgue
El jorobado de la morgue es una película española de terror estrenada el 17 de mayo de 1973, dirigida por Javier Aguirre Fernández y protagonizada en los papeles principales por Paul Naschy, Rosanna Yanni y Víctor Barrera.

## Sinopsis
Wolfgang Gotho es un jorobado que trabaja como encargado del depósito de cadáveres del hospital de la ciudad alemana de Feldkirch. Vive marginado por todo el mundo, excepto por Frieda, una joven que es su única amiga, y de quien Gotho está enamorado. Pero un día ella fallece, y Gotho roba el cadáver, para llevarlo a unos científicos que estudian la forma de devolver la vida a los muertos. Dichos científicos prometen a Gotho resucitar a Frieda a cambio de que les sirva y les ayude a trasladar su laboratorio a unas catacumbas, ya que su trabajo se ha quedado sin el apoyo de las instituciones. Cuando se de cuenta de que los científicos solo lo querían para explotarle será demasiado tarde.

## Reparto
| - Paul Naschy como Gotho. - Maria Perschy como Frieda. - Rosanna Yanni como Elke. - Víctor Barrera como Tauchner. - María Elena Arpón como Ilse. - Manuel de Blas como inspector de policía. - Antonio Pica como inspector de policía. - Kino Pueyo como Hans. - Adolfo Thous como hombre asesinado en la cripta. - Ángel Menéndez como El comisionado. - Fernando Sotuela como Udo. - Sofía Casares como Eva. - Antonio Mayans como amigo de Hans. | - Susan Taff como enfermera. - José Luis Chinchilla como trabajador de la Morgue. - Richard Santis - Iris André como chica en el bar. - Ingrid Rabel como víctima en el corredor de la Morgue. - Alberto Dalbés como Dr. Orla - Blaki como mayordomo del Dr. Orla - Susana Latour como camarera que grita. - Dani Card como Marlene. - Saturno Cerra - Julio Martín - Victoria Ayllón como Elder. |